# New Site (Alabama)
New Site é uma cidade  localizada no estado americano do Alabama, no Condado de Tallapoosa.

## Demografia
Segundo o censo americano de 2000, a sua população era de 848 habitantes.
Em 2006, foi estimada uma população de 835, um decréscimo de 13 (-1.5%).

## Geografia
De acordo com o United States Census Bureau, a localidade tem uma área de 25,3 km², sem área coberta por água. New Site localiza-se a aproximadamente 309 m acima do nível do mar.

## Localidades na vizinhança
O diagrama seguinte representa as localidades num raio de 24 km ao redor de New Site.